# The Dead Weather
The Dead Weather je americká rocková skupina, založená v roce 2009 v Nashville ve státě Tennessee. Tvoří ji zpěvačka Alison Mosshart, bubeník, kytarista a zpěvák Jack White, kytarista Dean Fertita a baskytarista Jack Lawrence. Své první album nazvané Horehound skupina vydala v červenci 2009 u vydavatelství Third Man Records; druhé s názvem Sea of Cowards následovalo v květnu 2010. V prosinci 2013 skupina představila dvě nové písně s tím, že třetí album by mělo vyjít v roce 2015. Album dostalo název Dodge and Burn a vyšlo v září 2015.

## Diskografie
- Horehound (2009)
- Sea of Cowards (2010)
- Dodge & Burn (2015)